# Rêverie (Skrjabin)

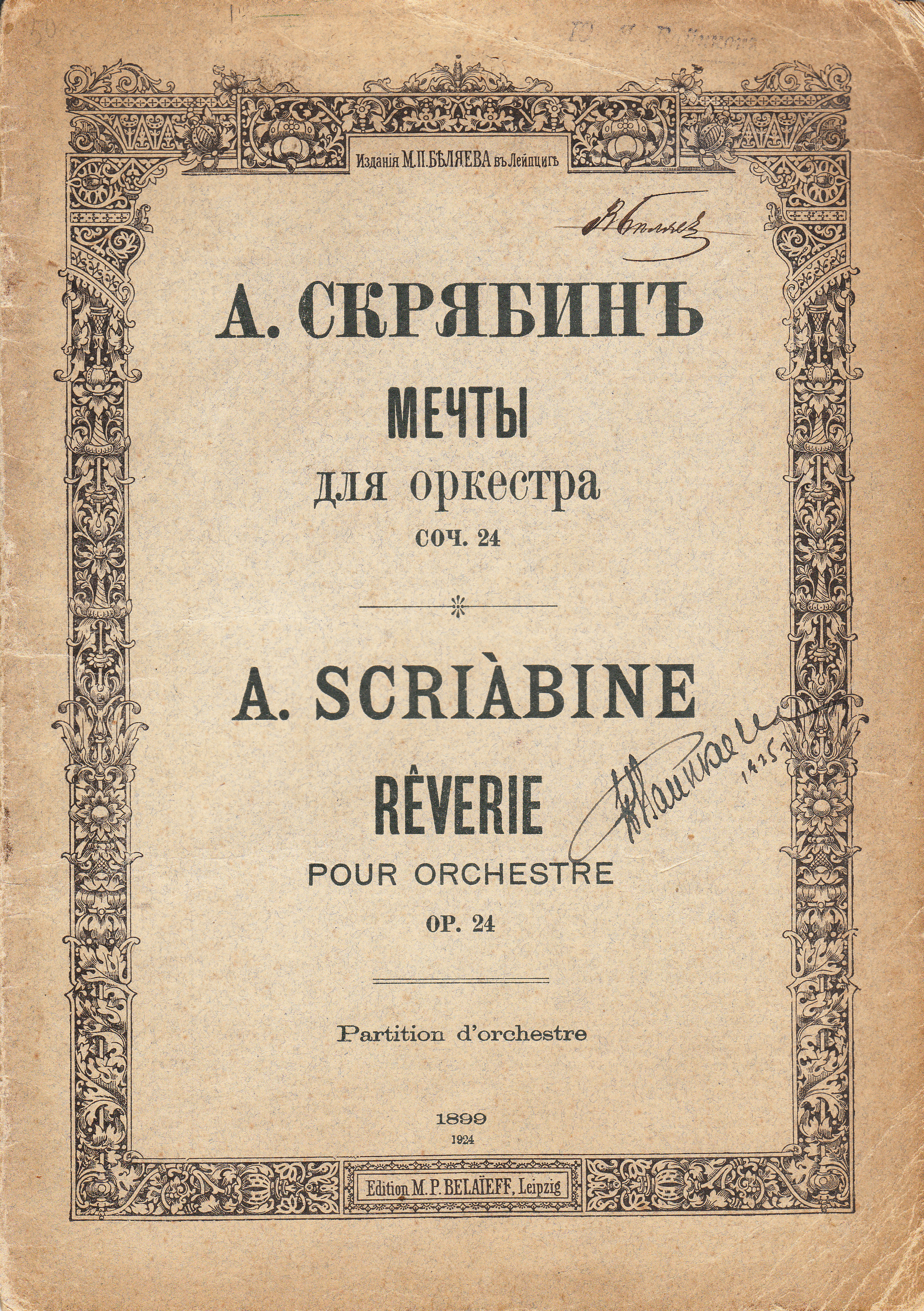
Titelblatt der Erstausgabe von Skrjabins Rêverie im Verlag Belaieff

Die 1898 entstandene Rêverie op. 24 ist ein nur etwa vierminütiges Orchesterwerk des russischen Komponisten Alexander Nikolajewitsch Skrjabin (1872–1915).

## Entstehung und Uraufführung
Das erste reine Orchesterwerk Skrjabins – dem jedoch das Klavierkonzert op. 20 sowie Fragment gebliebene frühere Orchesterkompositionsversuche vorangegangen waren – entstand im Jahr 1898, kurz nachdem der Komponist eine Klavierprofessur am Moskauer Konservatorium erhalten hatte. Das ohne Wissen seines Mäzens und Verlegers Beljajew geschriebene Orchesterstück war zunächst als „Prélude“ betitelt. Skrjabin und Beljajew verständigten sich jedoch auf die französische Bezeichnung „Rêverie“ und den russischen Titel „Mechty“ (Tagträume). Nikolai Rimski-Korsakow, der Skrjabins Klavierkonzert stark kritisiert hatte, war von Rêverie so angetan, dass er die Uraufführung am 5.jul. / 17. Dezember 1898greg. im Rahmen eines „Russischen Sinfoniekonzerts“ in Sankt Petersburg selbst übernahm. Im März 1899 kam das Werk unter Wassili Safonow zur Moskauer Erstaufführung. In beiden Städten fand das Stück freundliche Aufnahme. Die amerikanische Premiere fand am 2. Dezember 1900 mit dem Cincinnati Symphony Orchestra unter Frank Van der Stucken statt.

## Besetzung, Spieldauer und Charakterisierung
Die Partitur sieht neben folgende Besetzung vor: 2 Flöten, 2 Oboen, 2 Klarinetten, 2 Fagotte, 4 Hörner, 2 Trompeten, 3 Posaunen, Tuba, Pauken und Streicher.
Die Aufführungsdauer des lediglich 76 Takte umfassenden Werks beträgt etwa 4 Minuten.
Skrjabin beweist in Rêverie bereits instrumentatorische Könnerschaft. Das volle Orchester kommt nur im ersten Steigerungsabschnitt des in zwei Spannungsbögen angelegten Stücks zum Einsatz, das thematische Geschehen wird ökonomisch auf verschiedene Instrumentengruppen verteilt. So erklingt das Thema zunächst dolce espressivo in der 1. Klarinette über Tremoli der 2. Geigen und wechselt nach 8 Takten in die Violoncelli mit Kontrapunkt in der 1. Oboe. Ab Takt 17 übernehmen es die Violinen.
Die Tonsprache der in e-Moll stehenden Rêverie ist spätromantisch-chromatisch, wobei Einflüsse des Impressionismus spürbar werden, mit dem Skrjabin auf seinen Europareisen in den 1890er-Jahren, speziell nach Paris, in Kontakt gekommen sein dürfte. Die Struktur des kurzen Stücks folgt dem Schema A-B-A-Coda. Der lyrisch-melancholische Beginn steigert sich zu einer kurzen triumphal wirkenden Passage und kehrt dann wieder zur Anfangsstimmung zurück. Eine zweite Steigerung wird jäh durch eine Generalpause unterbrochen und die Orchesterminiatur schließt dunkel im dreifachen Piano. Das 3-zählige Metrum wird durch taktstrich-übergreifende Phrasierungen oft verschleiert.
1899 erschien das Werk als Alexander Skrjabins op. 24 im Musikverlag M. P. Belaieff. 1926 erstellte der russische Komponist Alexander Winkler eine Fassung für Klavier zu vier Händen.